# María Mullerat i Bassedas
María Mullerat i Bassedas (Cambrils, 2 de octubre de 1903–Barcelona, 18 de diciembre de 1996) fue una maestra catalana de enseñanza primaria y educación especial, pionera en el ámbito de la educación de personas con discapacidad.

## Biografía
Nació en Cambrils en 1903. Hija de Concepció Bassedas i Ferré y Josep Mullerat i Segura, empezó la carrera de Magisterio en el año 1933.

### Trayectoria profesional
Durante la guerra civil trabajó como maestra municipal -en el Grupo Escolar núm. 55 de la Generalitat y en la Escuela Laboratorios Vilajoana.Fue nombrada para el cargo de maestra interina de la Escuela Municipal de Deficientes, en méritos de concurso-oposición en 1938. Disponía del permiso de conducir desde agosto de 1929 y dominaba el francés y el alemán.
Por encargo de la Concejalía de Cultura viajó por Cataluña, con un salvoconducto emitido por la Generalitat, con fecha de 20 de noviembre de 1936, que le autorizaba a circular libremente por el país –menos en zonas fronterizas y de guerra– para detectar los problemas que afectaban al alumnado de las escuelas municipales. Después viajó a Francia, Suiza y Alemania, donde visitó diversas instituciones escolares de atención a niñas y niños con discapacidades intelectuales y conoció las pedagogías activas de los métodos Montessori, Decroly y Fröbel. Realizó cursos de educación especial en Berlín y Barcelona ya principios de los años cincuenta, un curso de psiquiatría en París.

### Maestra de educación especial
En la década de los cuarenta, mientras trabajaba el área del lenguaje con un grupo de criaturas en la Clínica Mental Tres Torres, conoció a Vicenta Verdú y Nogueroles, que ya sería su colaboradora permanente en esta tarea. Pronto empezaron a trabajar en su piso de la calle de Córcega de Barcelona, con criaturas a menudo mal diagnosticadas con quienes intentaban trabajar la reeducación fonética y motriz y el refuerzo educativo.
Más adelante, en 1948, se trasladaron a un piso más grande de la calle de París, 165, de Barcelona, donde en 1963 quedaría autorizada la «Institución Mullerat» para la enseñanza no estatal del ciclo de primaria, que atendía a una treintena de criaturas, con el apoyo de auxiliares y profesionales de la medicina especialistas, entre quienes estaba la doctora Júlia Coromines, o sus hermanos, el doctor Josep Maria Mullerat y el pedagogo terapéutico Ramon Mullerat.
En 1969 se constituyó la Asociación de padres para niños con disminución psíquica y en la década de 1970, ASPASIM, para la atención y la inclusión integral de personas con discapacidades intelectuales graves, una entidad que todavía trabaja actualmente como ASPASIM, Atención a la Discapacidad Psíquica, con sede en Vallvidrera desde 1985.
En 1972, Maria Mullerat compró la masía de Can Móra, registrada en el Catálogo Patrimonial de la ciudad de Barcelona, que ofrecía un espacio sano y acogedor donde podrían vivir algunas de sus alumnas y alumnos, además de disponer de un jardín y un espacio para realizar talleres ocupacionales. La estancia en Can Móra estableció vínculos con las instituciones y personas del barrio del Coll y se crearon actividades colaborativas con la barriada. Aunque la masía forma parte de la vida del vecindario del Coll, en Gràcia, actualmente corresponde al distrito de Horta-Guinardó.
Jubilada en 1980, se quedó a vivir en Can Móra, pero a partir de entonces la asociación de padres pasó a responsabilizarse de la gestión del centro, bajo la dirección de Vicenta Verdú. Murió en 1996.

### Legado
Con su trabajo incansable dedicado a atender y normalizar la vida de niñas y niños con discapacidades intelectuales, y las de sus familias, acabó dando la vuelta al tratamiento de la educación especial, que se había llamado hasta entonces enseñanza de anormales o deficientes, que normalmente no se consideraban recuperables ni educables y recibían tratamientos inútiles e inhumanos.

## Reconocimientos
La Comisión del Nomenclátor de Gracia propuso el nombre de María Mullerat y Bassedas para el espacio que queda por encima de la confluencia de las calles Jaume Cascalls, Tirso y Pere Llobet, unos jardines de 1.500 metros cuadrados, en el barrio del Coll. El 10 de marzo de 2018 fueron inaugurados bajo el nombre de Plaza de María Mullerat. 